# Goduszewski

Herb

Goduszewski – polski herb szlachecki, odmiana herbu Leliwa.

## Opis herbu
Wiktor Wittyg tak opisuje odmianę:
W szczycie pół lwa trzyma zapaloną pochodnię.

## Najwcześniejsze wzmianki
Wittyg wspomina w roku 1754 Wojciecha Goduszewskiego, dworzanina Heleny z Potockich Morsztynowej, wojewodziny inflanckiej. Według niego takiego samego herbu mieli też używać Borsztynowie i Wodziccy.

## Herbowni
Goduszewski.